# جمعة ربيعة (محافظة بارق)
 جمعة ربيعة: أحد مراكز محافظة بارق. يقع في أقصي الجنوب الغربي للمملكة العربية السعودية. يمتد من بارق شرقاً إلى الحدود الإدارية لمحافظة القنفذة غرباً ومن وادي حلي جنوبا إلى وادي يبه شمالاً. وتمتاز هذه المنطقة بتنوع جغرافي قل أن يتوفر في غيرها ففيها الرمال والكثبان الذهبية اللون لهواة التخييم وفيها الهضاب والأودية لمحبي مشاهدة الغابات والمياه العذبة والطيور النادرة وفيها الجبال الشاهقة لهواة تسلق الجبال والاستمتاع بالجو العليل ومشاهدة المناطق المجاورة والاستمتاع بالأشجار المتنوعة والحيوانات البرية. بلغ عدد سكان مركز ربيعة في عام 2010، 6211 نسمة.

## التسمية
سمي مركز جمعة ربيعة بهذا الاسم نسبة إلى السوق الأسبوعي الذي يقام يوم الجمعة والذي يقام منذ مئات السنين، وهي تشمل على بعض القرى ومنها : نصبه ،قحفن ،سيالة، رشاه، السليم، ، الواديين، الدخول، الحويض.

## السطح
تضم هذه المنطقة تنوعاً جغرافياً حيث تضم السهول والكثبان الرملية وتضم الهضاب وكذلك الجبال الشاهقة ويتخللها عدد كبير من الأودية.